# Hanza Szövetkezeti Újság
A Hanza Szövetkezeti Újság a galántai központú Hanza Szövetkezeti Áruközpont kötelékébe tartozó fogyasztási szövetkezetek közlönye volt. 1928-1944 között kéthetente jelent meg Galántán.
Felelős szerkesztője az áruközpont igazgatója, Nagy Ferenc volt. Főszerkesztői voltak Letocha József (Lengyelfalusy), Ivánfy Géza, Hantos László és Szőke Péter. Erős társadalmi, népnevelő jellege volt, s nagy sikert ért el a Hanza által szorgalmazott falusi kultúrházak építésének népszerűsítésével és ezáltal annak segítésével. 1937 decemberében már 43 000 példányban jelent meg.
A második világháború utáni csehszlovákiai jogfosztás idején a Hanza Szövetkezeti Áruközpontot csehszlovák nemzeti gondnokság alá helyezték, majd 1949-ben elkobozták a vagyonát. Háborús bűnössé nyilvánított vezetői (Nagy Ferenc, Kúthy Géza és Lengyelfalusy József) Magyarországra szöktek.